# 颶風菲斯
颶風菲斯（Hurricane Faith）是1966年大西洋颶風季第六個颶風，也是一個薩菲爾-辛普森颶風等級三級颶風。
颶風菲斯行進距離長達6,850英里（11,020公里），成為當時颶風的最高紀錄，直到颶風約翰打破為止。颶風菲斯也是所有熱帶氣旋行進至最北的一個，達到北緯61.1°。